# Sombrero de pompones

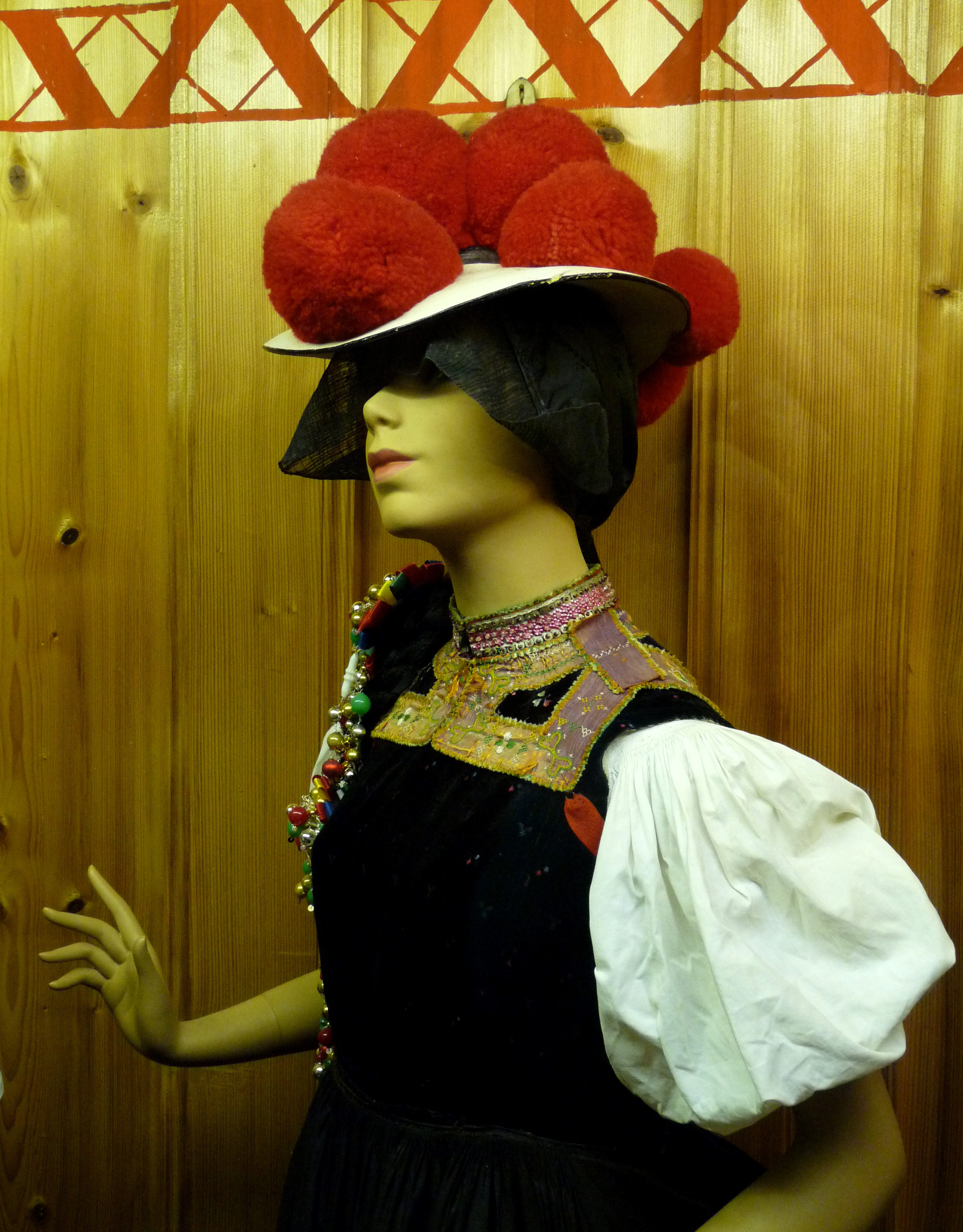
Traje tradicional selva-negrense con sombrero de pompones rojos en el museo Vogtsbauernhof en Gutach

El sombrero de pompones (en alemán: Bollenhut) forma parte del traje tradicional de las mujeres de la Selva Negra en Baden-Wurtemberg, Alemania. Viene originalmente de tres aldeas en el valle del Gutach: Gutach, Wolfach-Kirnbach y Hornberg-Reichenbach. Es un sombrero de paja con 14 pompones que pesa 1,5 kg. Tradicionalmente las mujeres solteras lo llevaban hasta la boda con pompones rojos y las mujeres casadas con pompones negros.